# Kupjansk-Wuslowyj
Kupjansk-Wuslowyj (ukrainisch Куп'янськ-Вузловий; russisch Купянск-Узловой Kupjansk-Uslowoi) ist eine Siedlung städtischen Typs im Osten der ukrainischen Oblast Charkiw mit etwa 800 Einwohnern (2025).

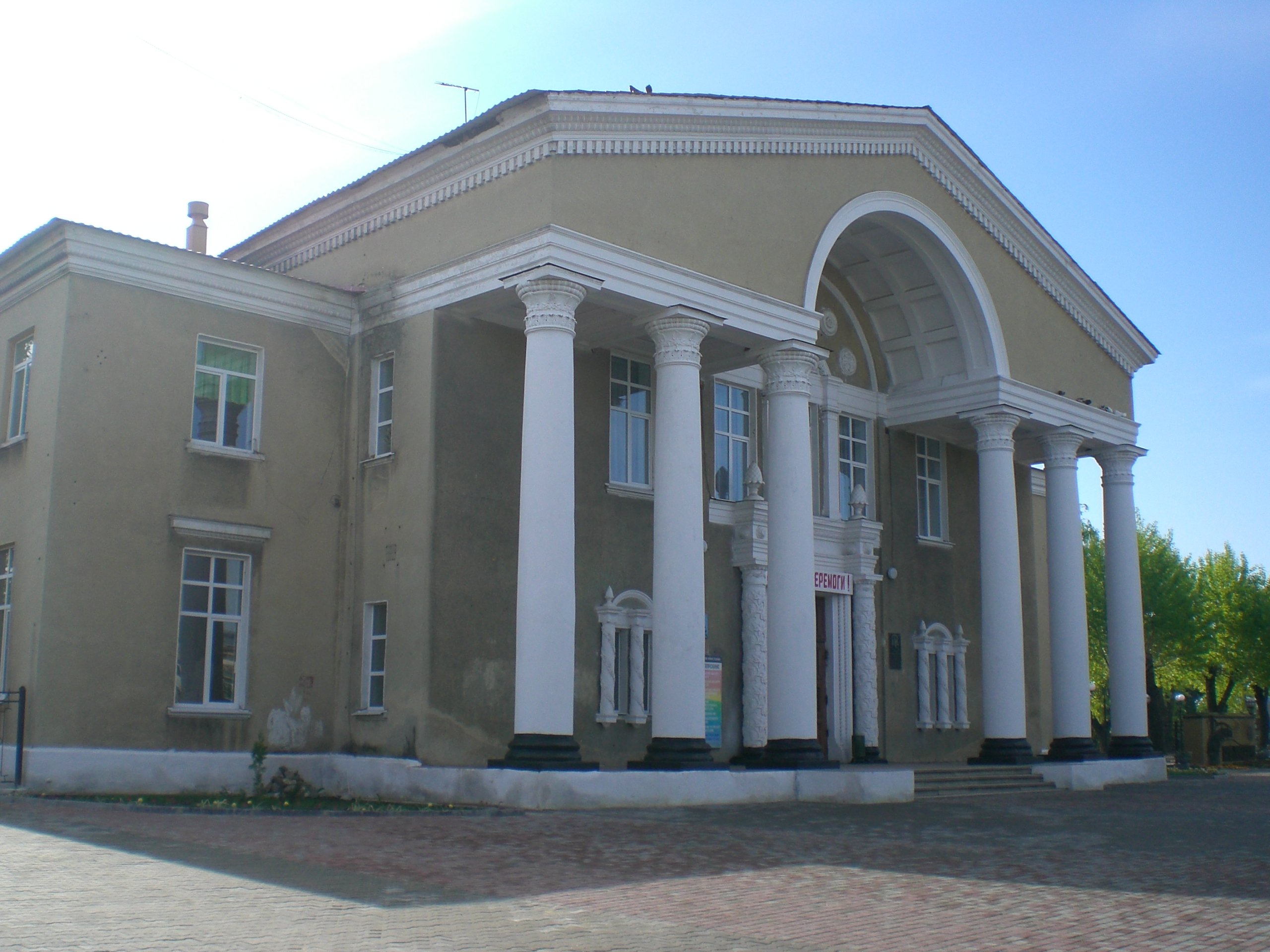
Haus der Wissenschaft und Technik im Ort

Kupjansk-Wuslowyj liegt am linken Ufer des Oskil im Süden von Kupjansk und ist seit 1925 eine Siedlung städtischen Typs.
Kupjansk-Wuslowyj besitzt einen großen Bahnhof und liegt etwa 120 km östlich vom Oblastzentrum Charkiw.

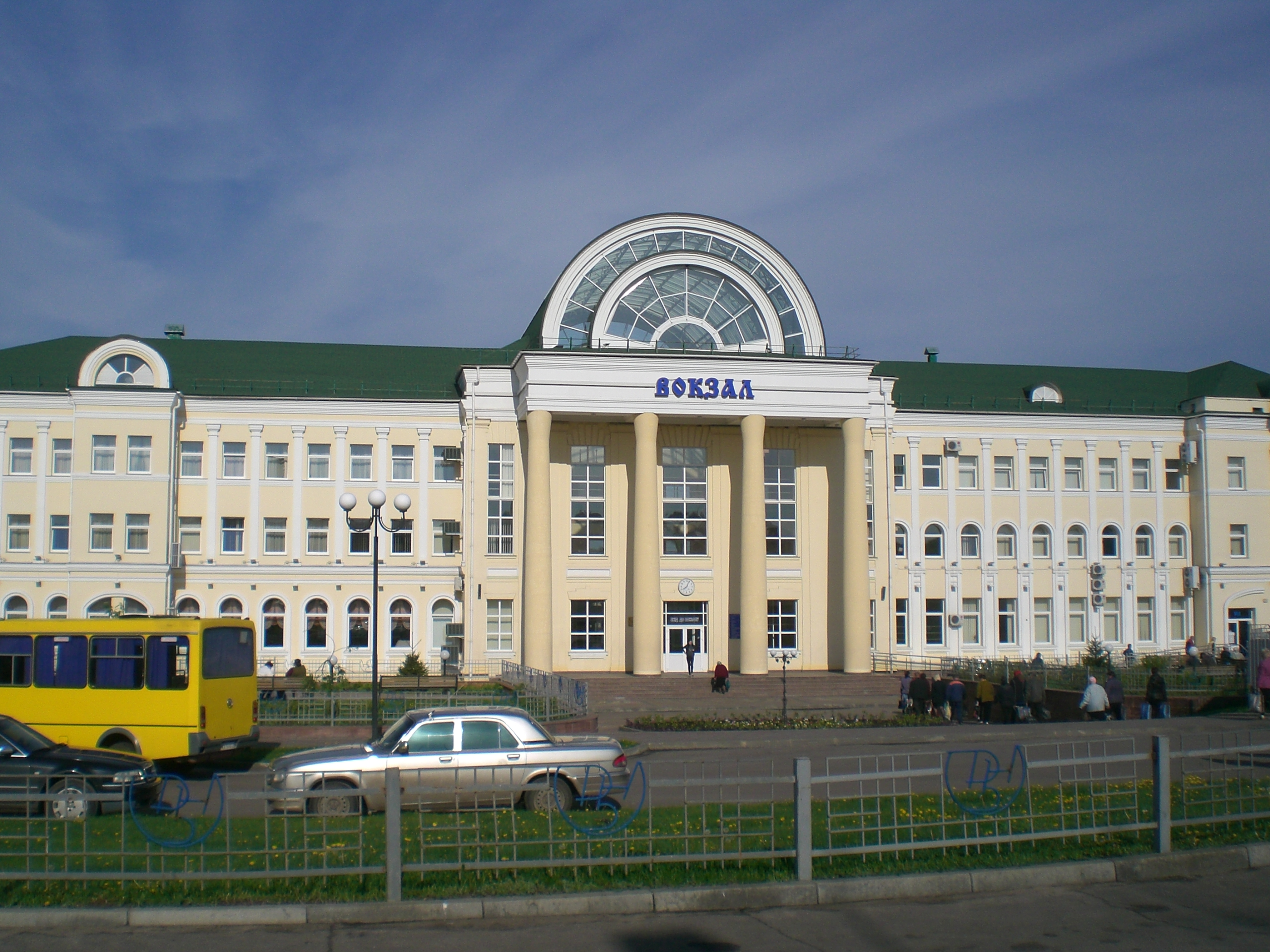
Bahnhof von Kupjansk-Wuslowyj

Am 12. Juni 2020 wurde die Siedlung ein Teil der neu gegründeten Stadtgemeinde Kupjansk; bis dahin bildete sie als eigenständige Siedlungsratsgemeinde Kupjansk-Wuslowyj (ukrainisch Куп'янськ-Вузлова селищна рада/Kupjansk-Wuslowa selyschtschna rada) einen Teil der Stadtratsgemeinde Kupjansk im Zentrum des Rajons Kupjansk.
Im Verlauf des Ukrainekrieges wurde der Ort im Februar 2022 durch russische Truppen besetzt und liegt seit der Ukrainische Gegenoffensive in der Ostukraine seit 11. September 2022 in unmittelbarer Frontnähe. Am 27. September bestätigte das ukrainische Militär indirekt, dass gut zwei Wochen, nachdem das Stadtzentrum von Kupjansk durch ukrainische Truppen befreit wurde, auch der Stadtteil Kupjansk-Wuslowyj unter Kontrolle ukrainischer Truppen ist.